# Кнес, Кристиан
Кристиан Кнес (нем. Christian Knees; род. 5 марта 1983, Бонн, земля Северный Рейн-Вестфалия, ФРГ) — немецкий профессиональный шоссейный велогонщик, выступающий за команду Ineos Grenadiers.

## Карьера

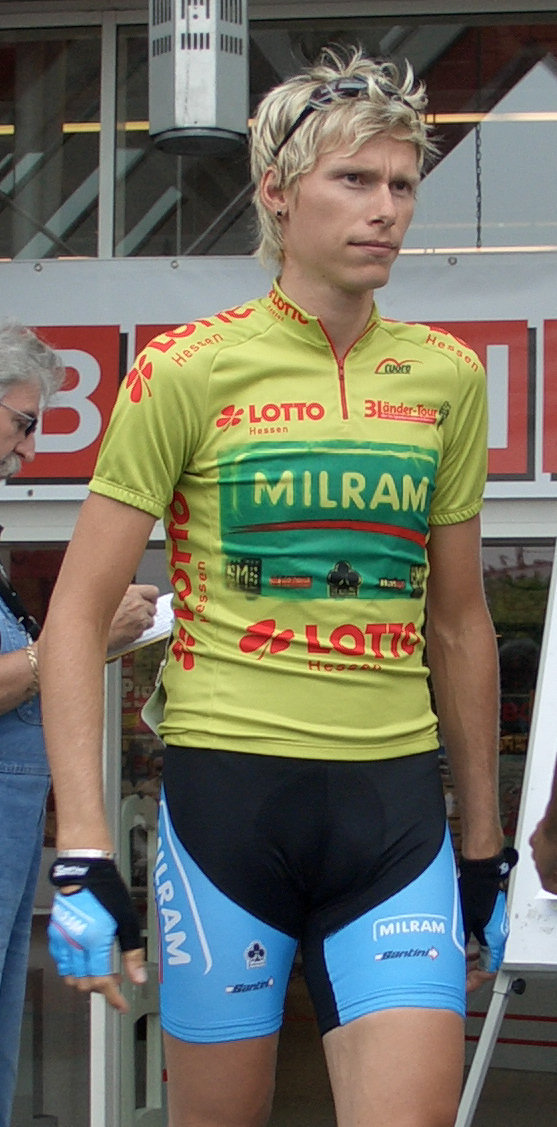
Кристиан Кнес в 2006

## Достижения
2001
- 3-й на Rás Tailteann — ГК
  - 1-й на этапе 5

2004
- 6-й на Велогонке Мира — ГК
  - 1-й   — МК
- 6-й на Ytong Bohemia Tour — ГК
- 7-й на Grote Prijs Stad Zottegem
- 7-й на Rund um Düren
- 7-й на Alpbach Rad Classic

2005
- 2-й на Туре Саксонии — ГК
- 4-й на Grand Prix Pino Cerami
- 6-й на Стер ЗЛМ Тур — ГК
- 7-й на Туре Люксембурга — ГК
- 7-й на Hessen-Rundfahrt (3-Länder-Tour) — ГК
- 8-й на Туре Дренте (Ronde van Drenthe)

2006
- 1-й на Туре Кёльна
- 4-й на 3-Länder-Tour — ГК

2007
- 2-й на Чемпионате Германии по шоссейному велоспорту в групповой гонке
- 3-й на Эйндховенской командной гонке с раздельным стартом

2008
- 1-й Велошоссейный кубок Германии
- 1-й  на Туре Баварии — ГК
- 2-й на Sparkassen Giro Bochum
- 5-й на Эшборн — Франкфурт (Rund um den Henninger Turm)
- 9-й на Тур Швейцарии — ГК

2009
- 3-й на Эшборн — Франкфурт (Rund um den Henninger Turm)
- 8-й на Брабантсе Пейл
- 10-й на Туре Страны Басков — ГК
- 10-й на Гран-при Лугано
- 10-й на Амстел Голд Рейс

2010
- 1-й   — Чемпион Германии по шоссейному велоспорту в групповой гонке

2012
- 7-й на Туре Баварии — ГК
- 9-й на Туре Британии — ГК

2013
- 1-й на этапе 2 (ТТТ) Джиро д’Италия
- 1-й на этапе 1b (ТТТ) Джиро дель Трентино

2016
- 1-й на этапе 2 (ТТТ) Вуэльта Испании

| ГК | Генеральная классификация |
| МК | Молодежная классификация  |

## Статистика выступлений наГранд Турах
| Гранд Тур | 2013 | 2014 | 2015 | 2016 | 2017 |
| --------- | ---- | ---- | ---- | ---- | ---- |
| Джиро     | 59   | -    | -    | 66   | -    |
| Тур       | -    | -    | -    | -    | 144  |
| Вуэльта   | -    | сход | 91   | 124  |      |